# Nagysajó

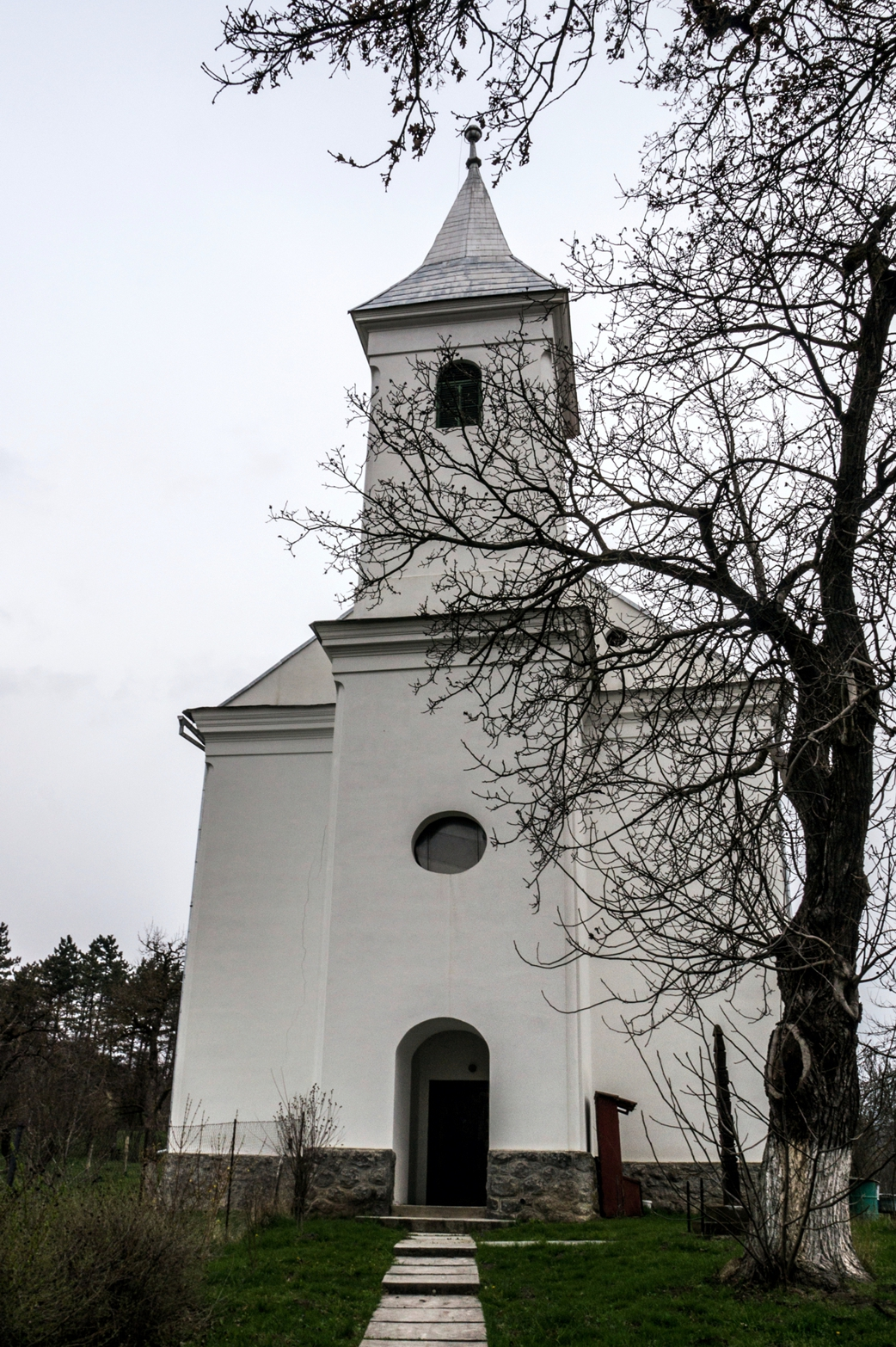
Református templom

Nagysajó (vagy Alsósajó, románul Șieu, németül Großschogen, erdélyi szász nyelven Griuszschogn) település Romániában, Beszterce-Naszód megyében.

## Fekvése
Besztercétől délkeletre, a Sajó folyó mellett található.

## Története
1319-ben Nogsoyou néven említik először. A települést német telepesek alapították, de a reformáció idején már vegyes német - magyar lakossága van, amely ekkor két vallásra "szakad". A magyarok a református, a németek a lutheránus hitet veszik fel.
A trianoni békeszerződésig Beszterce-Naszód vármegye Besenyői járásához tartozott.

## Lakossága
1910-ben 1677 lakosából 685 német, 611 román, 385 magyar, 23 cigány volt.
2002-ben 1382 lakosa volt, ebből 1176 román, 170 magyar, 34 cigány.

## Híres emberek
- Itt született 1884. december 16-án Tőkés József református esperes lelkész, egyházi író, szótárszerkesztő, Tőkés István apja, Tőkés László nagyapja.